# Alouette mélodieuse
Mirafra cheniana
Espèce
Statut de conservation UICN

 LC  : Préoccupation mineure
L'Alouette mélodieuse (Mirafra cheniana) est une espèce d'oiseaux. Comme toutes les alouettes elle appartient à la famille des Alaudidae.

## Description
Cette espèce mesure 12 cm.

## Répartition et habitat
Elle vit en Afrique du Sud, au Zimbabwe et au Botswana. Elle vit dans les prairies et les endroits ouverts où l'herbe mesure moins de 50 cm. Elle évite les plaines humides.

## Alimentation
Cet oiseau consomme au sol des graines (surtout de graminées) mais aussi quelques insectes.